# Municipio de Thorncreek
El municipio de Thorncreek (en inglés: Thorncreek Township) es un municipio ubicado en el condado de Whitley en el estado estadounidense de Indiana. En el año 2010 tenía una población de 4166 habitantes y una densidad poblacional de 44,62 personas por km².

## Geografía
El municipio de Thorncreek se encuentra ubicado en las coordenadas 41°12′59″N 85°28′21″O / 41.21639, -85.47250. Según la Oficina del Censo de los Estados Unidos, el municipio tiene una superficie total de 93.36 km², de la cual 91.1 km² corresponden a tierra firme y (2.42%) 2.26 km² es agua.

## Demografía
Según el censo de 2010, había 4166 personas residiendo en el municipio de Thorncreek. La densidad de población era de 44,62 hab./km². De los 4166 habitantes, el municipio de Thorncreek estaba compuesto por el 97.77% blancos, el 0.19% eran afroamericanos, el 0.24% eran amerindios, el 0.5% eran asiáticos, el 0.05% eran isleños del Pacífico, el 0.41% eran de otras razas y el 0.84% pertenecían a dos o más razas. Del total de la población el 1.68% eran hispanos o latinos de cualquier raza.